# 呈贡蝾螈
呈贡蝾螈（学名：Cynops chenggongensis）为蝾螈科蝾螈属的两栖动物，是中国的特有物种。分布于云南等地，多见于稻田的水沟中及稻田里。该物种的模式产地在云南呈贡水塘。